# Morpho telemachus
Morpho telemachus is een vlinder uit de familie Nymphalidae. De wetenschappelijke naam is gepubliceerd in 1767 door Carl Linnaeus.